# Шумбарець Віталій Ігорович
Віта́лій І́горович Шумбаре́ць (нар. 14 липня 1983, м. Кременець, Тернопільська область) — український стрибун на лижах з трампліна. Майстер спорту міжнародного класу. Учасник Національної збірної України на Зимових Олімпійських іграх 2010 (м. Ванкувер, Канада).

## Кар'єра
Віталій Шумбарець виступає за СКА «Тисовець-Сколе» (Тисовець, Львівська область). Перший тренер — Петро Генюк. Поточний тренер — Валерій Вдовенко.
Вперше виступив на найпрестижніших міжнародних турнірах (у рамках FIS) 13 грудня 2007 року у Філлаху (Австрія). Нині (сезон 2009/2010) Віталій Шумбарець — прогресуючий стрибун з трампліна, який, як і решта українських збірників, в непростих умовах розвитку цього виду спорту в Україні, показує відносно непогані результати.
Шумбарець є рекордсменом України в стрибках з трампліна — з результатом 189,5 м, показаним у 2009 році на гігантському трампліні «Летальниця» (Планіца, Словенія).
З кар'єрних досягнень Віталія Шумбарця — 33-є місце на Чемпіонаті світу зі стрибків з трампліна, на одному з етапів Кубку світу в тому ж (2009) році показав 25-й результат (залікова зона).
За результатами єдиних до офіційної Церемонії відкриття змагань (кваліфайраунд індивідуального турніру стрибунів з нормального трампліна) на Зимових Олімпійських іграх 2010 12 лютого 2010 року з 37-ю позицією кваліфікувався (разом з Володимиром Бощуком) до основних змагань 13 лютого 2010 року, однак у них уже в першому раунді відсіявся від фіналу, відтак посівши у даному виді програми 45-ту позицію.

## Освіта й особисте життя
Має вищу освіту — диплом Львівського державного університету фізичної культури.
Одружений.
Захоплення — гірські лижі, сноубординг, футбол, музика, більярд.

## Виноски
1. ↑  International Ski and Snowboard Federation database
2. ↑  Біографія Віталія Шумбарця на сайті FIS (Міжнародна лижна Федерація). Архів оригіналу за 10 листопада 2012. Процитовано 12 лютого 2010. [Архівовано 2012-11-10 у Wayback Machine.]
3. ↑  Профайл Віталія Шумбарця [Архівовано 16 лютого 2010 у Wayback Machine.] на сайті НОК України
4. ↑  Результати кваліфайраунду стрибків з трампліну на нормальному трампліні (індивідуалка) на офіційному сайті зимових Олімпійський ігор 2010. Архів оригіналу за 13 травня 2010. Процитовано 13 травня 2010. [Архівовано 2010-05-13 у Wayback Machine.]
5. ↑  Результати фіналу стрибків з трампліну на нормальному трампліні (індивідуалка) на офіційному сайті зимових Олімпійський ігор 2010. Архів оригіналу за 13 травня 2010. Процитовано 13 травня 2010. [Архівовано 2010-05-13 у Wayback Machine.]